# エヴルー
エヴルー (Évreux) は、フランス北西部、ノルマンディー地域圏のコミューンである。ウール県の県庁所在地。
カトリックの司教座がおかれ、ゴシック建築のエヴルー大聖堂（ノートルダム寺院）がある。

## 歴史
古代、エヴルーはMediolanum Aulercorumの名で呼ばれていた。ガリア系のエブロウィス族（Eburovici）がここに本拠地をおき、紀元前1世紀に定住地を建設したのである。ローマ帝国時代初期にはガロ＝ローマの人々は、ローマ神話の神を讃え、現在のコミューン郊外にギサクム神殿（Gisacum）を建設した。ルーアン＝シャルトル間、パリ＝エヴルー間の交易路の間にあった町は、貿易で繁栄した。劇場やフォルム、浴場といった公共の建物が建てられた。ネクロポリスからは花器が発見され、碑文からはガロ＝ローマ時代からエヴルーに織物産業が存在したことを示している。蛮族の侵攻が相次いだ3世紀末には、現在コミューン博物館で保存されているような城壁で町は覆われていた。
エヴルー初代司教は聖トラン (fr) である。989年にエヴルー伯領が、そして司教座がおかれた。892年にはノルマン人に占領され、962年には西フランク王ロテールに荒らされた。1120年にはイングランド王ヘンリー1世に略奪され、1194年にはフランス王フィリップ2世に火を放たれた。イングランド貴族デヴァルー家（Devereux）の家名は、エヴルーにちなんでいる。
14世紀から15世紀初めにかけて、カペー家の分枝エヴルー家が栄えた。エヴルー家の嫡系は1400年のエタンプ伯ルイ (fr) の死で断絶したが、フィリップ・デヴルー（のちのナバラ王フェリペ3世）とナバラ女王フアナ2世の結婚によりナバラ王国の王家となったエヴルー＝ナヴァール家は1441年まで存続した。百年戦争中の1418年、イングランド王ヘンリー5世によりエヴルーは占領された。フランスの主権下に復帰したのは1440年であった。

## 姉妹都市
- ラグビー、イギリス
- リュッゼルスハイム、ドイツ
- スエカ、スペイン
- ジューグー、ベナン

## 関係者
出身者
- レオン・ワルラス：経済学者、理論経済学者「一般均衡理論」
- エステバン・オコン：レーシングドライバー
- シモン・オクー：フィギュアスケート選手
- ジュリアン・デュバル：自転車競技選手
- ベルナール・メンディ：サッカー選手、仏代表

居住その他ゆかりある人物
- ダニエル・ダリュー：女優。近郊エヴルー郡ボワ＝ル＝ロワ（fr）で死去。

## ギャラリー

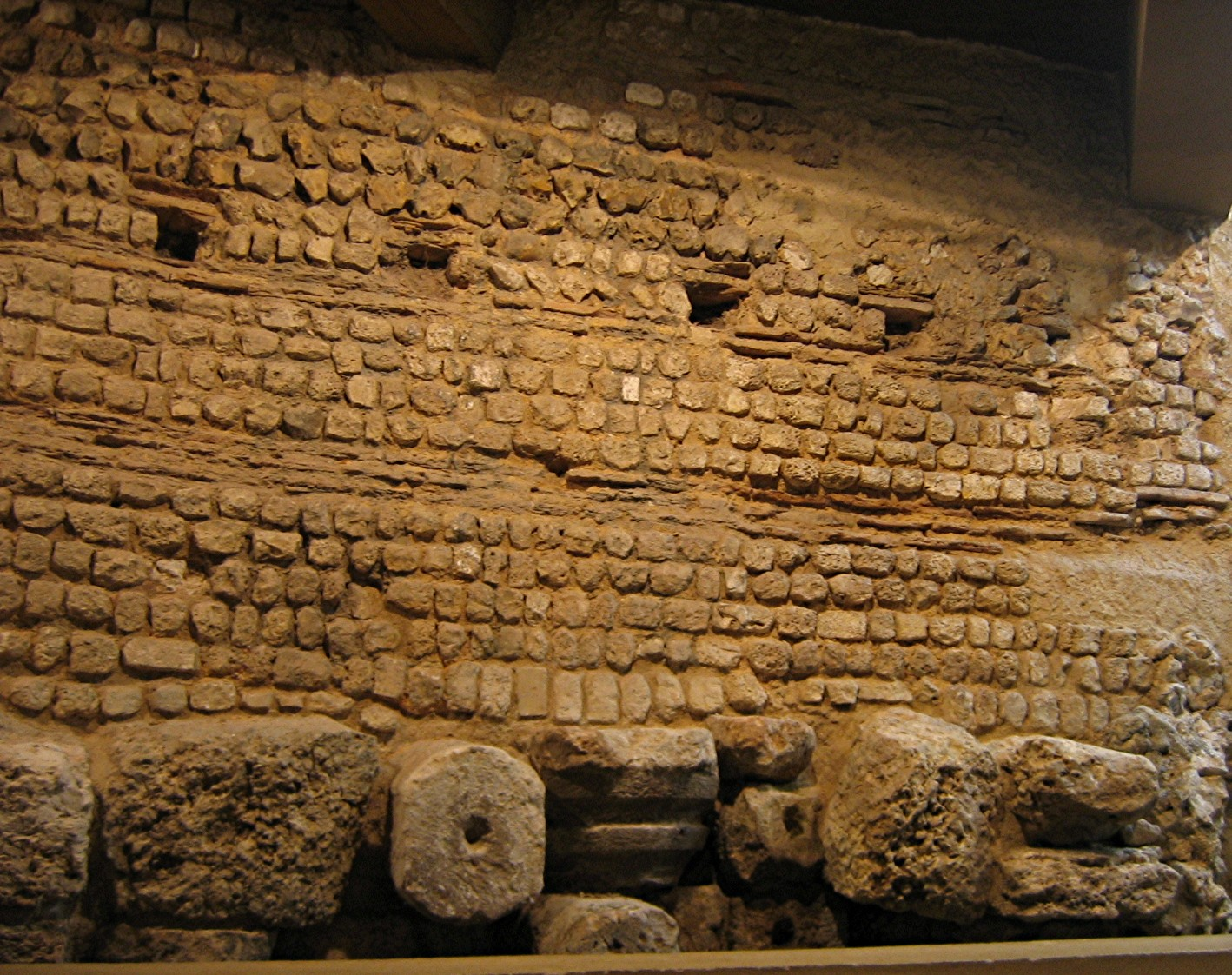
ガロ＝ローマ時代の城壁
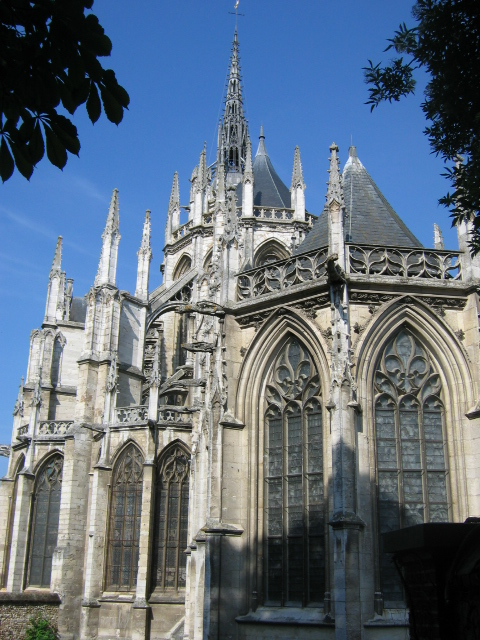
エヴルー大聖堂